# Karlo Žganec
Karlo Žganec (Zagreb, 25 de julio de 1995) es un baloncestista croata que pertenece a la plantilla del KK Zadar de la ABA Liga y la Liga Croata de Baloncesto. Con 2,06 metros de estatura, juega en la posición de ala-pívot.

## Trayectoria deportiva

### Profesional
Comenzó su carrera profesional en el KK Zagreb, jugando dos temporadas con el primer equipo, promediando en la última de ellas 13,7 puntos y 7,9 rebotes por partido.
En julio de 2014 firmó por cuatro temporadas con el Cedevita Zagreb, tras ser el máximo anotador de su selección en el Campeonato Europeo Sub-20. En su primera temporada en el equipo promedió en todas las competiciones 4,2 puntos y 3,1 rebotes por partido, subiendo hasta los 7,5 puntos y 5,0 rebotes en la temporada 2015-16. En ambas ganó tanto la liga como la Copa de Croacia.
En 2019, tras salir del Cedevita Zagreb después de cinco temporadas, firma por el U-BT Cluj-Napoca de la liga rumana por dos temporadas.
En la temporada 2021-22, firma con el KK Split para disputar la ABA Liga y la Liga Croata de Baloncesto.
En la temporada 2022-23, firma por el KK Zadar para disputar la ABA Liga y la Liga Croata de Baloncesto.

### Selección nacional
Ha sido miembro de la selección de Croacia desde sub-16 hasta sub-20, participando en cuatro campeonatos de Europa en diferentes categorías y en el Campeonato Mundial Sub-17 de 2012, en el que consiguieron la medalla de bronce, y en el que promedió 14,2 puntos y 9,0 rebotes por partido.